# Allophylus multicostatus
Allophylus multicostatus là một loài thực vật có hoa trong họ Bồ hòn. Loài này được A.H.Gentry mô tả khoa học đầu tiên năm 1992.